# Alberto Ferrero
Alberto Ferrero Gordiola (Montevideo, 15 novembre 1944) è un ex calciatore uruguaiano, di ruolo attaccante.

## Palmarès

### Club

#### Competizioni nazionali
- Campionato uruguaiano: 2

Peñarol: 1964, 1965
- Campionato cileno: 1

Santiago Wanderers. 1968

#### Competizioni internazionali
- Coppa Libertadores: 1

Peñarol: 1966
- Coppa Intercontinentale: 1

Peñarol: 1966